# Centre européen de prévention des risques d'inondation
 (décembre 2020).
 (décembre 2020).
Si vous disposez d'ouvrages ou d'articles de référence ou si vous connaissez des sites web de qualité traitant du thème abordé ici, merci de compléter l'article en donnant les références utiles à sa vérifiabilité et en les liant à la section « Notes et références ».
En pratique : Quelles sources sont attendues ? Comment ajouter mes sources ?
Le Centre européen de prévention du risque d'inondation (CEPRI) est une association loi de 1901, indépendante et à but non lucratif, destinée à être un appui technique et scientifique dans la prévention et la gestion du risque d’inondation en France et en Europe.
Dans le cadre de ses actions, le CEPRI publie des guides méthodologiques et des rapportsafin de partager les bonnes pratiques pour la prévention du risque d’inondation, il a notamment pour projet l’émergence de la ville résiliente.
Le CEPRI joue un rôle d’interface entre l’État et les collectivités territoriales au travers de: 
- L’animation et l'échange d'informations sur la prévention et la gestion du risque d’inondation.
- L’accompagnement des collectivités territoriales, des instances nationales et européennes dans la mise en œuvre de mesures pour la prévention et la gestion du risque d’inondation ainsi que le développement des villes résilientes.

## Actions concrètes
Le CEPRI intervient sur les thématiques suivantes : 
- Transposition de la directive européenne relative à la gestion des inondations [8](proposition d’amendement retenue),
- Participation à la gouvernance nationale,
- Aménagement du territoire et mise en place des programmes d'action et de prévention du risque inondation (PAPI)[9].
- Sensibilisation des associations nationales de collectivités territoriales,
- Réglementation sur les digues et barrages[10],
- Compétences des collectivités territoriales au regard de l’inondation dans le cadre de la Révision Générale des Politiques Publiques (RGPP)[11],
- Résilience des territoires et plans de continuité des services des collectivités,
- Logements et quartiers résilients[12],
- Veille juridique[13]

## Historique
Le projet du CEPRI est né au sein des collectivités territoriales. Porté par le conseil général du Loiret, il conduit ses missions en partenariat avec l’État (ministère de l’Écologie, du Développement durable et de l’Énergie)
Sa création, le 1er décembre 2006, a lieu à Orléans en présence notamment de Nelly Olin, alors ministre de l'Écologie et du Développement durable.
Membre fondateur du CEPRI, le conseil général du Loiret et plus particulièrement son président, Éric Doligé, sénateur , a présidé l’Association de décembre 2006 à juillet 2012. À l'issue d'une assemblée générale du CEPRI, il est remplacé le 4 juillet 2012  par l’association des Maires de France représentée par Marie-France Beaufils, sénatrice-maire de Saint-Pierre-des-Corps (Indre-et-Loire). 
Le 7 décembre 2011, le CEPRI fête ses 5 ans à la Maison de la Chimie à Paris. À cette occasion, le CEPRI organise une journée d'information sur le thème « Le défi de rendre les territoires plus résilients » .

## Organisation et financements
Le CEPRI est financé par l'État et les collectivités territoriales ainsi que par la cotisation de ses membres.
L'association est régie par une assemblée générale, un conseil d'administration  et un bureau qui fixent le programme d'action. Celui-ci est ensuite mis en œuvre par une équipe de 7 personnes composée d'une déléguée générale, d'un directeur scientifique et technique, de quatre chargés de mission et une assistante de direction.
En 2012, le CEPRI s'est également doté d'un comité d'experts comprenant des représentants de l'ensemble des domaines scientifiques ayant compétence dans le domaine de la prévention des inondations (juriste, géographe, économiste, architecte urbaniste, prévisionniste, hydraulicien, psycho-sociologue…).

## Membres
Les membres du CEPRI s’acquittent d’une cotisation annuelle pour soutenir les actions de l’Association. Les adhérents sont répartis sur l'ensemble du territoire national. Parmi eux, on distingue des associations nationales comme: 
- Assemblée des départements de France (ADF)
- Association des maires de France (AMF)
- Association française des établissements publics territoriaux de bassin (AF-EPTB[24]
- Association française du conseil des communes et régions d'Europe (AFCCRE)
- Association des maires ruraux de France (AMRF)
- Association française pour la prévention des catastrophes naturelles (AFPCN)
- Association des ingénieurs territoriaux de France (AITF)
- Fédération nationale des collectivités concédantes et régies (FNCCR)

- Collectivités, syndicats ou établissements publics de collectivités : des départements, des régions, des agglomérations, des communautés urbaines, des communes, des établissements publics territoriaux de bassin, des syndicats de rivières.

- Mission risques naturels (MRN) commune à la Fédération française des sociétés d'assurance et au Groupement des entreprises mutuelles d'assurance.

## Comité d'experts
Le Comité d'experts du CEPRI est un organe consultatif ayant pour but d'examiner les orientations techniques et scientifiques proposées par la structure. Il est notamment composé de :
- André Bachoc, ingénieur général des ponts, des eaux et des forêts, chef du Service Central de l’Hydrométéorologie et de l’Appui à la Prévision des Inondations (SCHAPI).

- Jean-Marc Février, avocat et Professeur de droit public et droit de l'environnement à l'Université de Perpignan.

- Emmanuel Garnier, enseignant-chercheur spécialiste de l'histoire des risques naturels, industriels et sanitaires, vulnérabilités et résiliences.

- Frédéric Grelot, Ingénieur des ponts, des eaux et des forêts de formation et chercheur en économie à l’Institut national de Recherche en Sciences et Technologies pour l'Environnement et l'Agriculture (IRSTEA).

- David Goutx, Ingénieur divisionnaire des travaux publics de l'Etat puis ingénieur des ponts, des eaux et des forêts

- Bruno Ledoux, géographe spécialisé en économie et droit de l’environnement

## Publications du CEPRI
Le CEPRI publie régulièrement des rapports et des guides méthodologiques sur son domaine d'activité. Liste des publications : 
Sur les digues
- Guide : Les Digues de protection contre les inondations – L'action du maire dans la prévention des ruptures[27]
- Guide : Les Digues de protection contre les inondations – La mise en œuvre de la réglementation issue du décret no 2007-1735 du 11/12/2007[28]
- Rapport : La Gestion des digues de protection contre les inondations[29]

Sur la réduction de la vulnérabilité
- Guide : Bâtir un plan de continuité d'activité d'un service public – Les collectivités face au risque d'inondation[30]
- Guide méthodologique : Le Bâtiment face à l'inondation – Diagnostiquer et réduire sa vulnérabilité[31]
- Guide : Le Bâtiment face à l'inondation – Vulnérabilité des ouvrages
- Guide : Impulser et conduire une démarche de réduction de la vulnérabilité des activités économiques – les collectivités territoriales face au risque d’inondation
- Rapport : Un logement « zéro dommage » face au risque d'inondation est-il possible ?[32]
- Rapport : Gestion des déchets post-inondation - Approche pour une méthodologie d'élaboration de plans de gestion

Sur l'analyse coût/bénéfice
- Guide à l'usage des maîtres d'ouvrage et de leurs partenaires : L'Analyse coût/bénéfice : une aide à la décision au service de la gestion des inondations.

Sur l'aménagement du territoire
- Guide : Le Maire face au risque d'inondation – Agir en l'absence de PPRI[33]

Sur la gestion de crise 
- Guide : La Réserve communale de sécurité civile – Les citoyens au côté du maire, face au risque d'inondation[34]
- Guide Pourquoi prévenir le risque d'inondation ? Le maire et la réduction des conséquences dommageables des inondations [35]

Sur la gestion des déchets post-inondation
- Guide : Les collectivités territoriales face aux déchets des inondations : des pistes de solutions. Guide de sensibilisation
- Guide : Méthode d'évaluation et de caractérisation des déchets post-inondation. MECaDePI

Apprendre à vivre avec les inondations - La sensibilisation
- Guide : Sensibiliser les populations exposées au risque d'inondation. Comprendre les mécanismes du changement de la perception et du comportement[36].

Le CEPRI rend compte de son activité chaque année en publiant un rapport d'activité annuel.